# 2160 Спітцер
2160 Спітцер (2160 Spitzer) — астероїд головного поясу, відкритий 7 вересня 1956 року.
Тіссеранів параметр щодо Юпітера — 3,278.